# The Woolpackers
The Woolpackers war ein englisches Country-Rock-Trio der 1990er Jahre, das aus der ITV-Seifenoper Emmerdale hervorging und versuchte, von der damaligen Popularität des Line Dance zu profitieren. Mitglieder waren die Musiker Steve Haliwell, Billy Hartman und Alun Lewis.

## Werdegang
Trotz vielfacher Kritik am Stil der Gruppe schaffte es die Single Hillbilly Rock Hillbilly Roll im November 1996 auf Platz 5 der UK-Charts. Das dazugehörige Album Emmerdance erreichte wenige Wochen später Platz 26 in England. Ein Jahr danach kletterten die Single Line Dance Party auf Platz 25 und das Album The Greatest Line Dancing Party auf Platz 48 im Vereinigten Königreich.

## Diskografie

### Alben
| Jahr | Titel                                 | Höchstplatzierung, Gesamtwochen, AuszeichnungChartsChartplatzierungen (Jahr, Titel, Platzierungen, Wochen, Auszeichnungen, Anmerkungen) | Anmerkungen                             |
| Jahr | Titel                                 | UK | Anmerkungen                             |
| ---- | ------------------------------------- | --- | --------------------------------------- |
| 1996 | Emmerdance                            | UK26 Gold · (11 Wo.)UK | Erstveröffentlichung: 2. Dezember 1996  |
| 1997 | The Greatest Line Dancing Party Album | UK48 (6 Wo.)UK | Erstveröffentlichung: 17. November 1997 |

### Singles
| Jahr | Titel Album                                            | Höchstplatzierung, Gesamtwochen, AuszeichnungChartsChartplatzierungen (Jahr, Titel, Album, Platzierungen, Wochen, Auszeichnungen, Anmerkungen) | Anmerkungen                             |
| Jahr | Titel Album                                            | UK | Anmerkungen                             |
| ---- | ------------------------------------------------------ | --- | --------------------------------------- |
| 1996 | Hillbilly Rock Hillbilly Roll Emmerdance               | UK5 Gold · (15 Wo.)UK | Erstveröffentlichung: 4. November 1996  |
| 1997 | Line Dance Party The Greatest Line Dancing Party Album | UK25 (12 Wo.)UK | Erstveröffentlichung: 17. November 1997 |

### Videoalben
- 1996: Emmerdance (UK: ×2Doppelplatin )